# Betsey Stockton
Betsey Stockton, a volte scritto Betsy Stockton (Princeton, 1798 ca. – Princeton, 24 ottobre 1865), è stata un'educatrice e missionaria statunitense.

## Biografia
Betsey è nata in schiavitù a Princeton, nel New Jersey, verso l'anno 1798. Mentre era bambina, il suo proprietario Robert Stockton la regalò a sua figlia dopo il matrimonio con il reverendo Ashbel Green, presidente del College of New Jersey (ora Università di Princeton). Fu temporaneamente inviata al nipote di Green, il reverendo Nathaniel Todd, ma tornò alla famiglia di Green nel 1816. Nel 1817 fu ammessa come membro della Prima Chiesa Presbiteriana a Princeton, e formalmente affrancata (liberata) in quel momento, prendendo il cognome di Stockton. Rimase come domestica pagata con la famiglia e le fu insegnato a leggere. Riuscì ad istruirsi grazie alla lettura dei libri presenti nella loro biblioteca e le lezioni impartitele a casa dal Dr. Green. Espresse poi il desiderio di andare come missionaria in Africa. All'epoca svolgeva anche attività di insegnamento. 
Betsey Stockton venne a conoscenza dei piani di Charles S. Stewart, uno studente del Seminario Teologico di Princeton ed amico della famiglia Green, di recarsi alle Hawaii (allora conosciute come Isole Sandwich) come missionario. Ella espresse il desiderio di andare con lui e la sua famiglia. Il dottor Green ed il suo insegnante di scuola domenicale scrissero lettere di raccomandazione all'American Board of Commissioners for Foreign Missions . Stockton venne incaricata dal Consiglio come missionaria e divenne la prima donna americana ad essere inviata all'estero come missionaria. Il suo contratto con il Consiglio e con gli Stewarts chiariva che ella non vi andava "né come pari né come serva, ma come un'umila amica cristiana" degli Stewart, e a patto di non essere più occupata con doveri domestici rispetto agli altri missionari. 
La squadra missionaria salpò da New Haven, nel Connecticut, il 22 novembre 1822 per un viaggio di cinque mesi. Gli Stewart e Stockton si stabilirono a Lhainā sull'isola Maui . Lavorò come insegnante della prima scuola della missione aperta (non principalmente) alla gente comune delle Hawaii. Si occupò anche di formare insegnanti nativi hawaiani, che la sostituirono quando ella partì fino all'arrivo di un altro missionario. Tornò con gli Stewart negli Stati Uniti nel 1825 a causa dei problemi di salute della signora Stewart. Una versione del diario hawaiano di Stockton è stata pubblicata nel Christian Advocate dal Dr. Green nel 1824 e nel 1825. 
Stockton rimase con la famiglia Stewart almeno fino al 1830. Insegnò brevemente in una scuola materna a Philadelphia, in Pennsylvania, e fondò una scuola per indiani a Grape Island, in Canada . Dopo essere tornata a Princeton nel 1835, insegnò nella sua scuola per afroamericani fino alla sua morte, il 24 ottobre 1865. Nel 1840, aiutò a fondare la First Presbyterian Church of Colour (la prima chiesa presbiteriana di colore) di Princeton, che nel 1848 fu ribattezzata Witherspoon Street Church . Fu sepolta a Cooperstown, New York, accanto alla famiglia Stewart.